# Dan Donegan
Daniel James Donegan, detto Dan (Oak Lawn, 1º agosto 1968), è un chitarrista statunitense, attualmente facente parte della band alternative metal Disturbed, con la quale ha partecipato in tutti e otto gli album pubblicati.

## Biografia
È sposato con Nicole da cui ha avuto due figli, Maya Jean nata il 5 dicembre 2003 e Justin nato il 7 giugno 2007.
Dal 2010 è un artista signature Schecter; tale signature altro non è che una Schecter Ultra Classic con finiture see thru red, see thru black e see thru blue burst (differenti quindi dall'originale ultra classic), con pickups Seymour Duncan El Diablo/59'

## Chitarre
Attuali

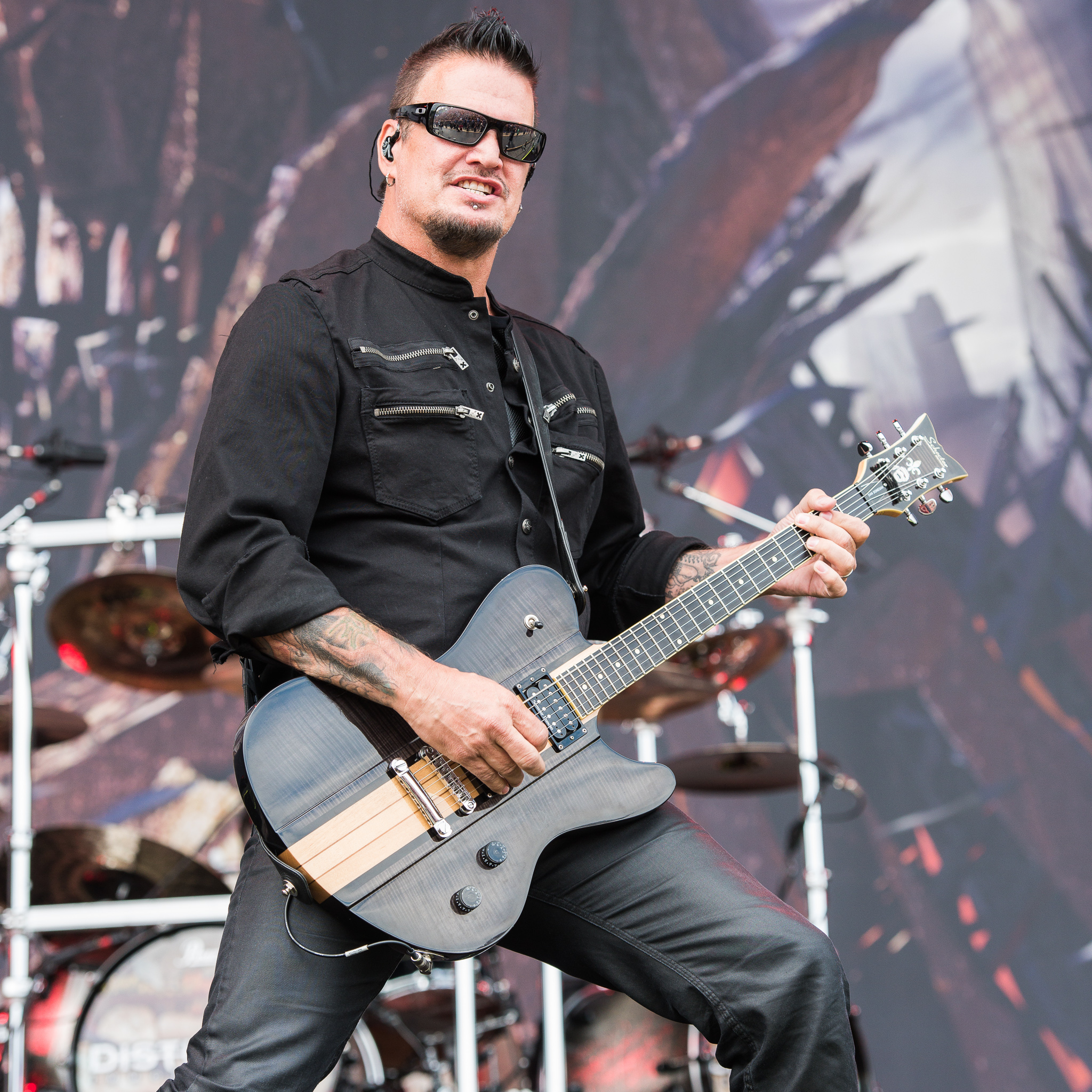
Dan Donegan nel 2016

- Schecter Ultra Dan Donegan signature model
- Schecter Solo-6 2010 limited edition (usata in studio per Asylum)

Precedenti
- Washburn Maya DD81 signature model (Indestructible)
- Washburn Maya signature model (Ten Thousand Fists)
- PRS Singlecut (Believe)
- PRS Mark Tremonti (Believe)
- Gibson Les Paul Standards (The Sickness)
- Gibson SGs (The Sickness)
- Ibanez Iceman (usata ai primi tempi con i Disturbed)

## Amplificatori
- Randall RM4 preamp con un modulo "Clean" e tre "1086" in un RT2/50 Power Amp. Usava Randall Cyclone e V-Max sino al 2001, quando ricevette un endorsement. Usa cavi Randall R412XLT
- Mesa/Boogie Dual e Triple Rectifier amps con Mesa/Boogie Rectifier 4x12 cabs. Usata fino all'endorsement con la Randall
- Bogner Ecstasy heads
- Marshall Heads e 4x12 cabinets nei primi tempi

## Effetti
Nota: tutto controllato da un Voodoo Lab Ground Control, tranne il Whammy ed il Wah
- 2 pedali Digitech Dan Donegan "The Weapon" overdrive/effects
- Digitech GSP1101 Preamp
- DigiTech Whammy
- Boss MT-2 Metal Zone (per un effetto lo-fi)
- Korg Toneworks 411FX
- Dunlop Custom Shop Rackmount Crybaby con controllo a piedi senza fili
- 2 Boss NS-2s and 2 ISP Decimators in tandem
- Audiotech Guitar Products CL-2 Selector (amp channel switcher) e un ABC Selector CCM.

## Discografia
Vandal
- Better Days

Brawl
- 1994 - Demo Tape

Disturbed
- 2000 - The Sickness (Giant Records/Reprise Records)
- 2002 - Believe (Reprise Records)
- 2005 - Ten Thousand Fists (Reprise Records)
- 2008 - Indestructible (Reprise Records)
- 2010 - Asylum (Reprise Records)
- 2015 - Immortalized (Reprise Record/Warner Bros. Records)
- 2018 - Evolution (Reprise Record/Warner Bros. Records)
- 2022 - Divisive (Reprise Record/Warner Bros. Records)